# Собачий сніданок
«Собачий сніданок» (англ. A Dog's Breakfast) — канадський комедійний незалежний фільм, вироблений в 2006 році. Він є першим фільмом Девіда Хьюлетта, що отримав велику популярність, завдяки телесеріалу «Зоряна брама: Атлантида». Хьюлетт створив фільм як приватний міжсезонний проект з наближеними йому зірками: його справжня сестра Кейт Хьюлетт і актори серіалу «Зоряна брама» — Пол МакДжилліон і Крістофер Джадж. Фільм був зроблений Джоном Леніка і тодішньою подругою Хьюлетта (нині його дружина) — Джейн Ломан.

## Зміст
Одного разу, Мерлін, що працює гримером на одному з популярних ТБ серіалів, запрошує в гості зірку серіалу Райна, і оголошує родині про їх заручини, що остаточно виводить з себе її брата — Патрика. А коли Патрік дізнається, що Райан готується «прибити» його сестричку, він береться спланувати для нього ідеальне вбивство. Але сам все руйнує, і історія закручується так, що чорт ногу зломить.

## Ролі
| Актор           | Роль                         |
| --------------- | ---------------------------- |
| Девід Хьюлетт   | Патрік                       |
| Кейт Хьюлетт    | Мерилін                      |
| Пол МакДжилліон | Раян / Кольт / Детектив Морс |
| Крістофер Джадж | Кріс                         |
| Рейчел Латтрелл | Рача                         |
| Аманда Бірам    | Еліс                         |
| Майкл Леник     | Зіро                         |
| собака Марс     | Марс                         |

## Знімальна група
- Режисер — Девід Хьюлетт
- Сценарист — Девід Хьюлетт
- Продюсер — Джон Леник, Джейн Ломан
- Композитор — Тім Вілльямс